# 叠彩公园
叠彩公园位于广西桂林市区北部，伏波山以北的漓江的西畔，公园大门位于南部。

## 印象

### 叠彩山
叠彩山由四望山、于越山、仙鹤山、明月峰组成，自古就被称为 “江山会景处”，是风景荟萃之地。山上建有叠彩亭、于越亭、叠彩琼楼、仰止堂等，山麓有著名的木龙古渡。
山中有个四季生风的洞，洞口上镌有陈毅元帅所題的“愿作桂林人，不愿作神仙”，洞中則為歷代作家的诗文题刻和一些佛教的摩崖造像，大概有19龛80余尊。在明月峰顶可將桂林城景尽收眼底。

## 歷史
1990年，建叠彩公园园门，绕叠彩四座山，为飞檐、硬脊、坡顶、绿瓦的仿古圆门建筑。